# Лермонтовське сільське поселення (Бікінський район)
Ле́рмонтовське сільське поселення (рос. Лермонтовское сельское поселение) — сільське поселення у складі Бікінського району Хабаровського краю Росії.
Адміністративний центр — село Лермонтовка.

## Населення
Населення сільського поселення становить 3401 особа (2019; 4148 у 2010, 4888 у 2002).

## Склад
До складу сільського поселення входять:
| Населений пункт       | Населення, осіб (2002) | Населення, осіб (2010) |
| --------------------- | ---------------------- | ---------------------- |
| Лермонтовка, село     | 4614                   | 3945                   |
| Розенгартовка, селище | 274                    | 203                    |